# إندولف
إلدولب ماك كاوسانتين Ildulb mac Causantín وحرّف اسمه إلى الإنجليزية إندولف Indulf  ولقب بالمعتدي An Ionsaighthigh  (توفي 962) كان ملك الاسكتلنديين من عام 954 وحتى وفاته. وهو ابن قنسطنطين الثاني (كاوسانتين ماك أيدا)؛ قد تكون والدته هي ابنة إيدولف الأول إيرل برنيسيا، والذي تم نفيه إلى اسكتلندا.
يفترض جون من فوردون وآخرون أن إندولف كان ملك ستراثكلايد في عهد سلفه، على أساس فهمهم أن مملكة ستراثكلايد أصبحت جزءا من مملكة ألبا في أربعينات القرن العاشر. ولكن هذا الرأي لم يعد مقبولا.
ويروي كتاب وقائع ملوك ألبا: «في عصره تم إجلاء مدينة أوبيدوم إيدن وتركها للاسكتلنديين حتى يومنا هذا»، وعادة ما تعرف هذه المدينة بمدينة إدنبرة. وقد قرأ المؤرخون هذا على أنه إشارة إلى أن إقليم لوثيان أو جزء كبير منه، سقط في يد إندولف في هذا الوقت. ومع ذلك، فمن المرجح أن غزو لوثيان أن يكون عملية تمت في فترة من الزمن وليس حدثا واحدا، وأن الحدود بين أراضي ملوك ألبا وبرنيسيا قد تكون رسمت جنوب وشرق إدنبرة قبل سنوات عديدة من عهد اندولف.
وردت وفاة إندولف في عام 962 في كتاب الوقائع الإسكتلندية كرونيكون سكوتوروم Chronicon Scotorum، ويضيف كتاب وقائع ملوك ألبا أنه قتل وهو يحارب الفايكنج بالقرب من بلدة كولين في معركة باود. لكن قصيدة «نبوءة بيرشان» تدعي أنه توفي «في بيت نفس الرسول المقدس، حيث توفي والده» في دير سانت أندروز. دفن في جزيرة إيونا.
وقد خلفه على العرش الملك دوب (دوب ماك ميل كوليم)، وهو ابن سلفه على العرش مالكوم الأول. وتولى أبنائه كويلين وأملاب ملك البلاد في وقت لاحق. وكان له ابن ثالث يدعى يوخيد، وقتل مع مع كولين على يد رجال ستراثكلايد في عام 971 م.